# Nikolaos Psarros
Nikolaos „Nikos“ Psarros (Νικόλαος Ψαρρός; * 28. Juli 1959 in Athen) ist ein theoretischer Philosoph.

## Biographie
Nach seiner Schulzeit in Athen studierte er ab 1977 Chemie und Philosophie an der Universität Würzburg. Er wechselte später auf die Universität Marburg, wo er seine Studien fortsetzte. Einen großen Einfluss hatte während dieser Zeit Peter Janich, dessen Schüler er war und dem er sein Buch „Facetten des Menschlichen“ widmete.
1988 promovierte er, 1997 folgte die Habilitation zu den „Methoden der Chemie“. Seit 2004 ist er Professor für theoretische Philosophie an der Universität Leipzig.
Seine Forschungsschwerpunkte sind Philosophische Anthropologie, Naturphilosophie, Wissenschaftsphilosophie und Wissenschaftsgeschichte.
Psarros war 2002 eines der Gründungsmitglieder der Max-Stirner-Gesellschaft. Obwohl er Stirners Position als die eines „freiheitsgierigen Egoisten“ und damit als „Verfehlung“ interpretiert, fungiert er als Mitglied des wissenschaftlichen Beirats des von der einstigen (2013 aufgelösten) Max-Stirner-Gesellschaft begründeten Jahrbuchs Der Einzige.

## Veröffentlichungen
- mit Peter Janich (Hrsg.): Philosophische Perspektiven der Chemie. 1. Erlenmeyer - Kolloquium der Philosophie der Chemie. Spektrum Verlag, Heidelberg 1994, ISBN 3411173017.
- mit Peter Janich (Hrsg.): Die Sprache der Chemie. 2. Erlenmeyer - Kolloquium der Philosophie der Chemie. Königshausen & Neumann,  Würzburg 1997, ISBN 3826011805.
- mit Peter Janich (Hrsg.): The Autonomy of Chemistry. 3rd Erlenmeyer-Colloquy for the Philosophy of Chemistry. Königshausen u. Neumann, Würzburg 1998, ISBN 3826014863.
- Die Chemie und ihre Methoden – Eine philosophische Betrachtung. Wiley-VCH, Weinheim 1999, ISBN 3527298169.
- mit Peter Janich und Peter C. Thieme: Chemische Grenzwerte. Wiley-VCH, Weinheim 1999, ISBN 3527298150.
- Facetten des Menschlichen – Reflexionen zum Wesen des Humanen und der Person. Transkript, Bielefeld  2007, ISBN 3899426134.
- mit Pirmin Stekeler-Weithofer, Georg Vobruba (Hrsg.): Entwicklung sozialer Wirklichkeit, Velbrück Verlag, Weilerswist 2003.